# But Without You
"But Without You"는 이탈리아계 인도 가수 자날린 카스텔리노의 노래이다. 이 노래는 2025년 3월 21일에 전 세계에 발매되었습니다.

## 곡 목록
Digital download / streaming
"But Without You" - 3:06